# 5th Royal Irish Lancers
Le 5th Royal Irish Lancers est un régiment de cavalerie de l'Armée de terre britannique créé à l'origine en 1689 sous le nom de James Wynne's Regiment of Dragoons.

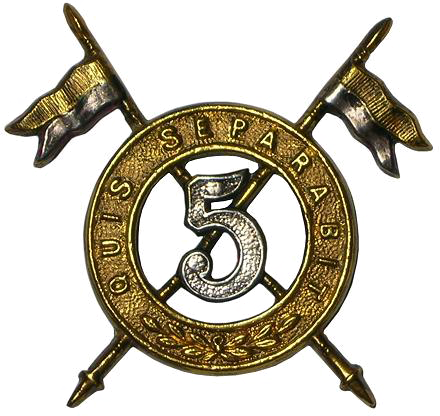
Badge du 5th Royal Irish Lancers.

Il a participé aux batailles de la Boyne et d'Aughrim sous le commandement de Guillaume III d'Orange-Nassau. Renommé Royal Dragoons of Ireland, il servit sous les ordres du 1er duc de Marlborough durant la guerre de Succession d'Espagne.